# Presidents' Trophy

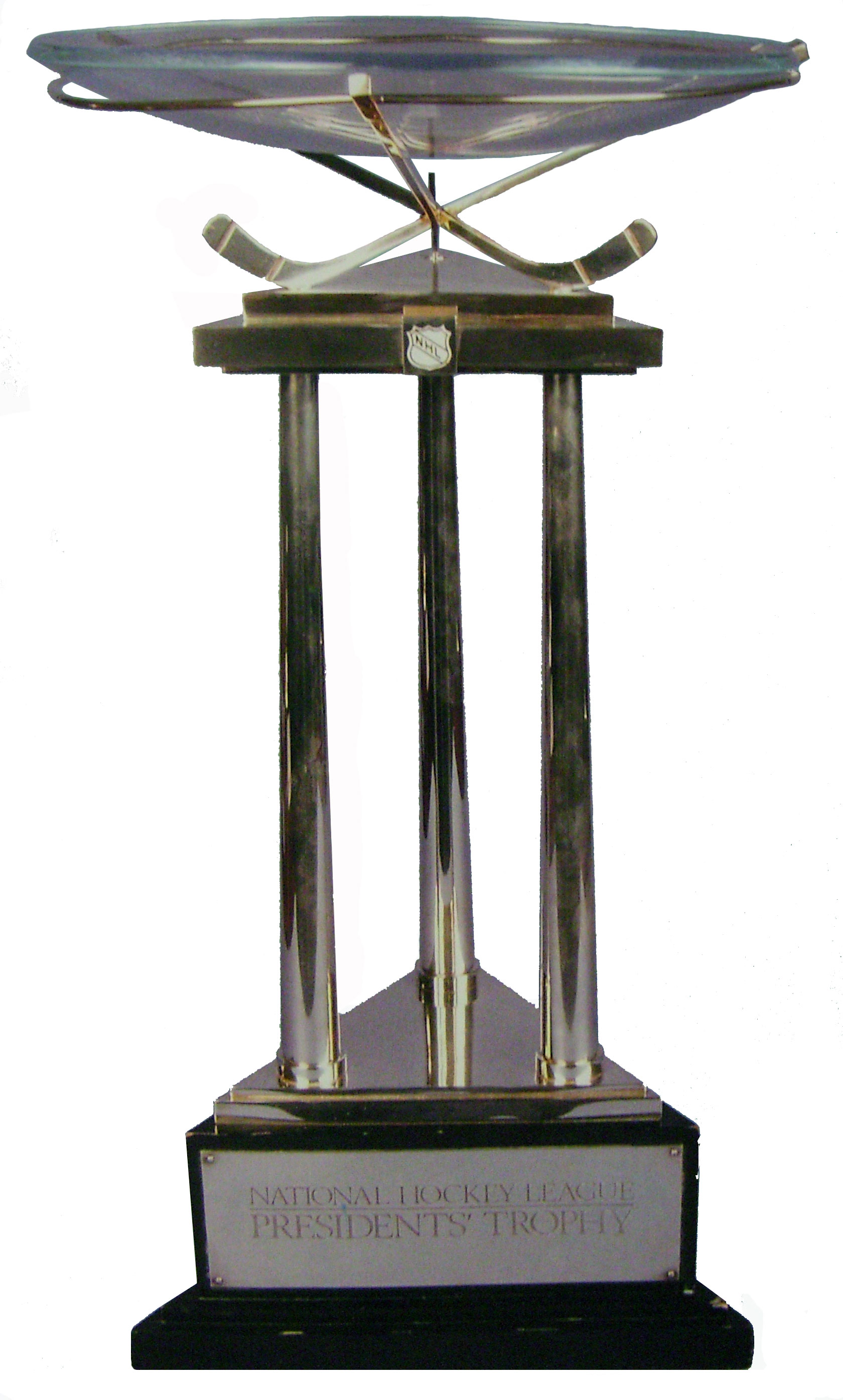
Presidents' Trophy.

Presidents' Trophy är ett pris som ges till den klubb i den nordamerikanska professionella ishockeyligan National Hockey League (NHL) som samlat ihop flest poäng under grundserien.
Trofén introducerades efter säsongen 1985/86 av NHL:s högsta beslutande organ Board of Governors. Den vinnande klubben får 350 000 amerikanska dollar att dela med sina spelare.
Priset är en relativt sen skapelse och dess status är betydligt lägre än Stanley Cup, trots att det är mycket svårt att vinna den. Det är kanske ännu svårare än att vinna Stanley Cup, eftersom tävlingen omfattar 32 klubbar som samtliga spelar 82 omgångar mellan oktober och april årligen. Endast ett fåtal trofévinnare har dock gått vidare och senare vunnit Stanley Cup, trots att utgångsläget sannolikt varit det bästa för att bli cupvinnare.

## Vinnare
| Säsong  | Vinnare                           | Poäng | Stanley Cup-slutspelet                   | Nr |
| ------- | --------------------------------- | ----- | ---------------------------------------- | -- |
| 1985/86 | Edmonton Oilers                   | 119   | Förlorade divisionsfinalen (CGY)         | 1  |
| 1986/87 | Edmonton Oilers                   | 105   | Vann Stanley Cup                         | 2  |
| 1987/88 | Calgary Flames                    | 105   | Förlorade divisionsfinalen (EDM)         | 1  |
| 1988/89 | Calgary Flames                    | 117   | Vann Stanley Cup                         | 2  |
| 1989/90 | Boston Bruins                     | 101   | Förlorade Stanley Cup-finalen (EDM)      | 1  |
| 1990/91 | Chicago Blackhawks                | 106   | Förlorade divisions-semifinalen (MIN)    | 1  |
| 1991/92 | New York Rangers                  | 105   | Förlorade divisionsfinalen (PIT)         | 1  |
| 1992/93 | Pittsburgh Penguins               | 119   | Förlorade divisionsfinalen (NYI)         | 1  |
| 1993/94 | New York Rangers                  | 112   | Vann Stanley Cup                         | 2  |
| 1994/95 | Detroit Red Wings                 | 70    | Förlorade stanley Cup-finalen (NJD)      | 1  |
| 1995/96 | Detroit Red Wings                 | 131   | Förlorade Conference-finalen (COL)       | 2  |
| 1996/97 | Colorado Avalanche                | 107   | Förlorade Conference-finalen (DET)       | 1  |
| 1997/98 | Dallas Stars                      | 109   | Förlorade Conference-finalen (DET)       | 1  |
| 1998/99 | Dallas Stars                      | 114   | Vann Stanley Cup                         | 2  |
| 1999/00 | St. Louis Blues                   | 114   | Förlorade Conference-kvartsfinalen (SJ)  | 1  |
| 2000/01 | Colorado Avalanche                | 118   | Vann Stanley Cup                         | 2  |
| 2001/02 | Detroit Red Wings                 | 116   | Vann Stanley Cup                         | 3  |
| 2002/03 | Ottawa Senators                   | 113   | Förlorade Conference-finalen (NJD)       | 1  |
| 2003/04 | Detroit Red Wings                 | 109   | Förlorade Conference-semifinalen (CGY)   | 4  |
| 2004/05 | Ingen vinnare på grund av lockout | –     | –                                        | –  |
| 2005/06 | Detroit Red Wings                 | 124   | Förlorade Conference-kvartsfinalen (EDM) | 5  |
| 2006/07 | Buffalo Sabres                    | 113   | Förlorade Conference-finalen (OTT)       | 1  |
| 2007/08 | Detroit Red Wings                 | 115   | Vann Stanley Cup                         | 6  |
| 2008/09 | San Jose Sharks                   | 117   | Förlorade Conference-kvartsfinalen (ANA) | 1  |
| 2009/10 | Washington Capitals               | 121   | Förlorade Conference-kvartsfinalen (MTL) | 1  |
| 2010/11 | Vancouver Canucks                 | 117   | Förlorade Stanley Cup-finalen (BOS)      | 1  |
| 2011/12 | Vancouver Canucks                 | 111   | Förlorade Conference-kvartsfinalen (LAK) | 2  |
| 2012/13 | Chicago Blackhawks                | 77    | Vann Stanley Cup                         | 2  |
| 2013/14 | Boston Bruins                     | 117   | Förlorade Conference-semifinalen (MTL)   | 2  |
| 2014/15 | New York Rangers                  | 113   | Förlorade Conference-finalen (TBL)       | 3  |
| 2015/16 | Washington Capitals               | 120   | Förlorade Conference-semifinalen (PIT)   | 2  |
| 2016/17 | Washington Capitals               | 118   | Förlorade Conference-semifinalen (PIT)   | 3  |
| 2017/18 | Nashville Predators               | 117   | Förlorade Conference-semifinalen (WPG)   | 1  |
| 2018/19 | Tampa Bay Lightning               | 128   | Förlorade Conference-kvartsfinalen (CBJ) | 1  |